# Grelha

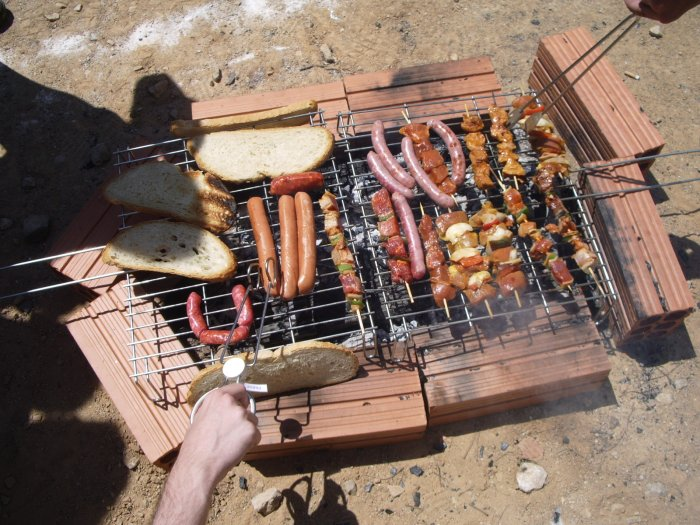
Uma grelha em uso

Grelha é um utensílio culinário utilizado para controlar o assado de um alimento levado ao fogo ou à brasa, sobre churrasqueiras, diferentes tipos de carnes e vegetais.
Pode ser confeccionada de ferro, de alumínio ou de outros metais, disposta com barras bem estreitas e ao mesmo paralelas umas às outras através das quais passa o calor e cozinha a carne.
Durante o processo de assar a carne ao fogo ou na brasa, a grelha inicia a uma altura de vai de 30 a 60 centímetros do fogo e vai sendo baixada gradativamente à medida que o fogo vai baixando ou que as brasas vão perdendo a caloria.
É sobre a grelha que as carnes são colocadas, sendo viradas constantemente durante o processo de cozimento para não queimar ou tostar. Na grelha o mais usual é assar carne de gado, frango e peixe.